# Pavlův Studenec
Pavlův Studenec (deutsch Paulusbrunn) ist eine ehemalige Ortschaft im Grenzgebiet Tschechiens zu Deutschland. Das unmittelbar an der Grenze gelegene Gebiet gehört zur Gemeinde Obora im Okres Tachov. Auf deutscher Seite befindet sich das oberpfälzische Städtchen Bärnau.

## Geschichte

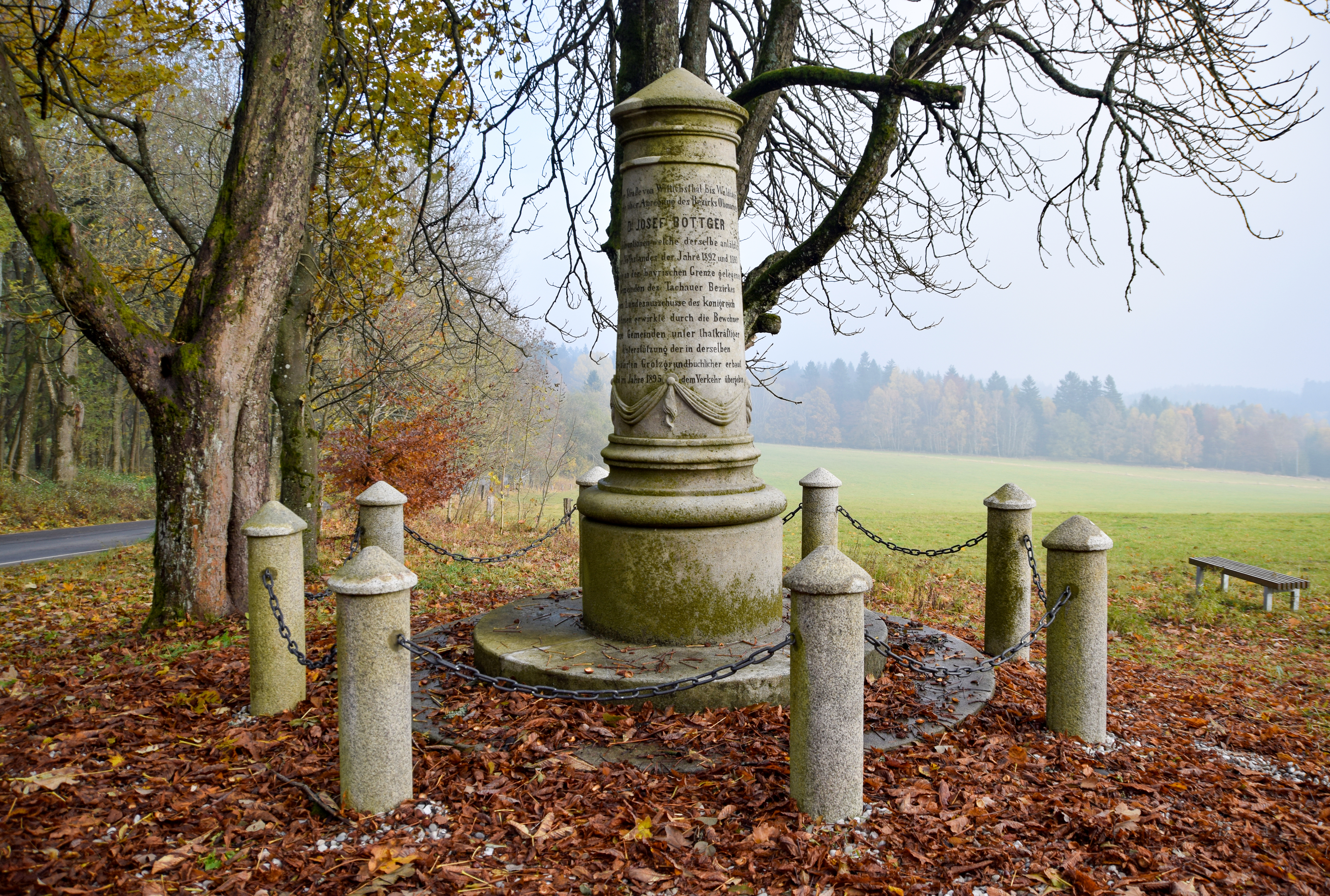
Die Böttgersäule, eines der wenigen Relikte der ehemaligen Ortschaft

Der Ortsname wird auf die Bezeichnung „Dorf bei dem Brunnen des Paulus“ zurückgeführt; dieser Brunnen im Grenzgebiet wurde bereits 1548 bezeugt.
Im Jahre 1618 wurde in alten Urkunden ein Forsthaus der Herrschaft Tachau auf dem Gebiet des später entstandenen Dorfes erwähnt. Das Dorf entstand im 18. Jahrhundert und bestand 1713 aus 13 Anwesen, besonders von Siedlern aus Bärnau.
Die Pfarrei Paulusbrunn wurde 1788 gegründet, zuvor gehörten die Bewohner zur Pfarrei Schönwald. Die Kirche „Zur Kreuzerhöhung“ entstand 1838. 
Nach der Aufhebung der Patrimonialherrschaften bildete Paulusbrunn mit den Ortsteilen Vorder-Paulusbrunn, Hinter-Paulusbrunn, Baderwinkel (Větrov), Franzhäuser (Francovy Domky), Hermannsreith (Hraničná), Inselthal (Ostrůvek), Wittichsthal (Pomezná), Goldbach (Zlatý Potok), Schanzhäuser (Na Šancích) und Neuwindischgrätz (Skláře) eine Gemeinde im Gerichtsbezirk Tachau und Pilsner Kreis. Seit 1868 gehörte Paulusbrunn zum Bezirk Tachau. Der Zensus von 1921 ergab 218 Häuser mit 1411 Einwohnern, darunter auch einige Tschechen, 1930 dann 1451 Einwohner. Zur Pfarrei Paulusbrunn gehörten im Jahr 1938 die Orte Paulusbrunn mit Teilen von Vorder-Paulusbrunn und Hinter-Paulusbrunn, Baderwinkel, Hermannsreith, Wittichsthal, Paulushütte, sowie Teile von Galtenhof und Thiergarten mit etwa 1500 katholischen Gemeindemitgliedern. Im Jahre 1939 lebten in der Gemeinde im Landkreis Tachau 1530 Personen. 
Nach dem Münchner Abkommen wurde der Ort dem Deutschen Reich zugeschlagen und gehörte bis 1945 zum Landkreis Tachau. Bis 1945 war Paulusbrunn überwiegend von deutscher Bevölkerung bewohnt. Nach dem Zweiten Weltkrieg wurde die deutsche Bevölkerung vertrieben und der Ort in den 1950er Jahren beim Bau des Eisernen Vorhangs geräumt und abgetragen. Die Kirche blieb als Ruine erhalten, wobei der Kirchturm zum Wachturm der Grenzer umgebaut wurde. Der Ort wurde um das Jahr 1977 komplett gewüstet.
Seit 1991 ist der Grenzübergang Pavlův Studenec – Bärnau geöffnet. Das neue Zollhaus, das Hegerhaus Němeček sowie die verlassene Kaserne einer Rotte des Pohraniční stráž im Wald zwischen Zlatý Potok und Pavlová Huť sind die heute einzigen Gebäude auf dem Gebiet von Pavlův Studenec.
Bis heute lässt sich der Verlauf der Goldenen Straße auch auf dem ehemaligen Ortsgebiet verfolgen. Aus Richtung der Stadt Bärnau (in Bayern) verläuft der Weg von der deutsch-tschechischen Grenze über Vorder-Paulusbrunn und dann weiter nach Obora an der Talsperre Lučina vorbei über Milíře (am Brandner Hegerhaus), über Mýto (Mauthdorf) bis zum ehemaligen Schloss der Fürsten von Windisch-Grätz nach Tachov (Tachau).

## Ortsgliederung
Das Gebiet der ehemaligen Gemeinde Pavlův Studenec ist heute in drei Katastralbezirke aufgeteilt: Pavlův Studenec 1 – bestehend aus Skláře, Zlatý Potok und Ostrůvek- mit 2671,1916 ha gehört zur Gemeinde Lesná, Pavlův Studenec 2  – bestehend aus Pomezná und Pavlův Studenec – mit 266,8628 ha zur Gemeinde Obora und Pavlův Studenec 3  – bestehend aus Hraničná und Větrov – mit 116,3186 ha zur Gemeinde Halže.
Pavlův Studenec 2 bildet eine Grundsiedlungseinheit des Ortsteils Obora der Gemeinde Obora; Pavlův Studenec 3 eine Grundsiedlungseinheit des Ortsteils Branka der Gemeinde Halže.